# Viveka Seldahl
Viveka Kristina Seldahl (Jämtland, 15 de março de 1944 - Estocolmo, 3 de novembro de 2001) foi uma atriz sueca. Seu último filme foi En sång för Martin (2001) que lhe rendeu postumamente o Prêmio Guldbagge.

## Filmografia parcial
- 1976 - Raskens  (série de TV)
- 1982 - Ett hjärta av guld
- 1984 - Polisen som vägrade ge upp (série de TV)
- 1984 - Taxibilder (série de TV)
- 1989 - S/Y Glädjen
- 1989 - Hassel – Säkra papper (série de TV)
- 1991 - Guldburen (série de TV)
- 1992 - Änglagård
- 1993 - Den gråtande ministern (série de TV)
- 1993 - För brinnande livet
- 1994 - Änglagård - andra sommaren
- 1996 - Harry & Sonja
- 1996 - Jerusalem
- 1996 - Juloratoriet
- 1997 - Hammarkullen (série de TV)
- 1997 - Heta lappar
- 1997 - Kenny Starfighter (série de TV)
- 1999 - Insider (série de TV)
- 1999 - Lusten till ett liv
- 1999 - Vägen ut|Vägen ut
- 1999 - Mamy Blue
- 2001 - En sång för Martin